# الطاقة الشمسية في بلجيكا

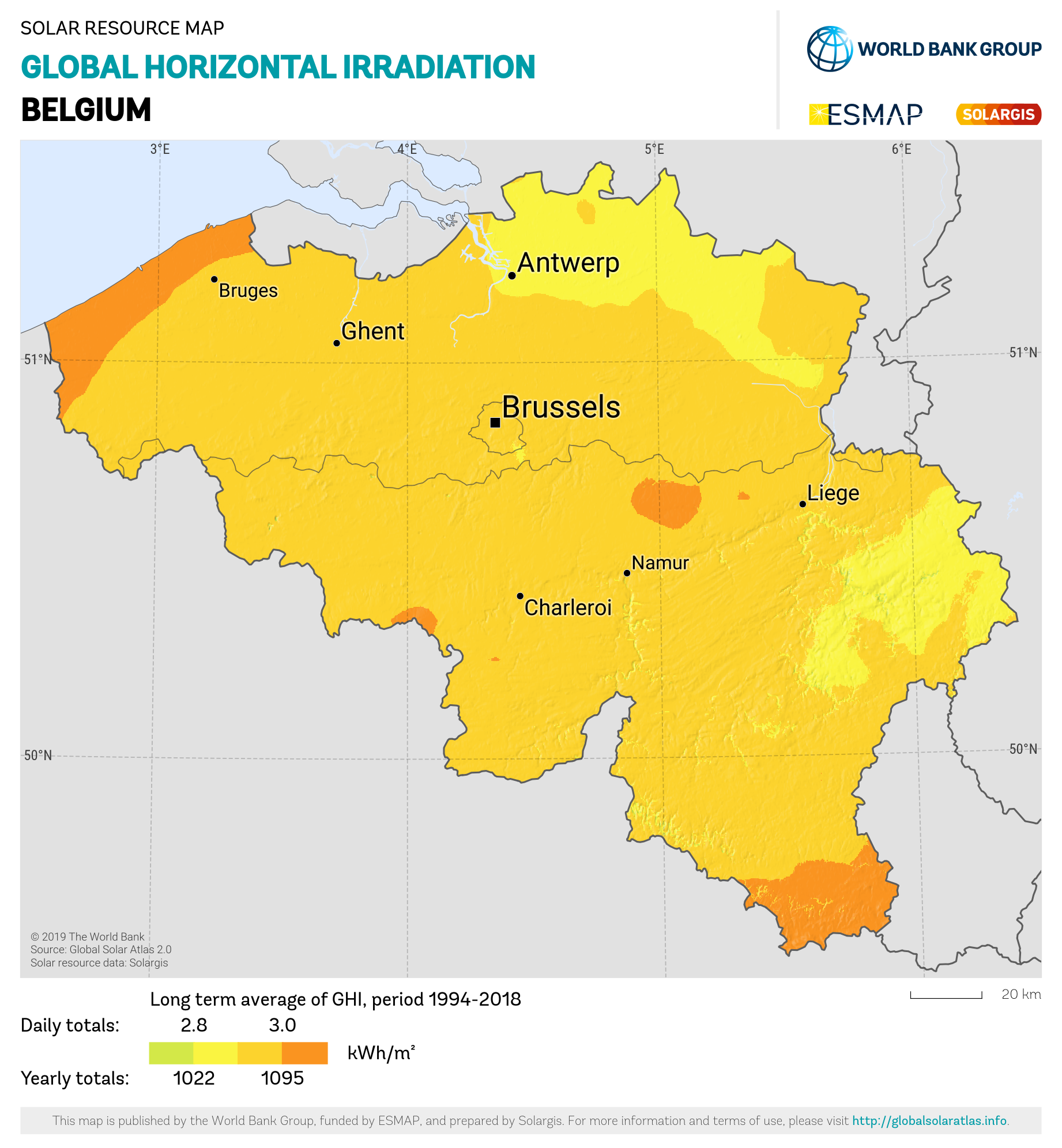
الإشعاع الشمسي في بلجيكا

ازدات الطاقة الشمسية في بلجيكا بعجلة تصاعدية من عام 2009 حتى عام 2012، ولكن النمو تباطأ منذ ذلك الحين إلى حد كبير. في عام 2012 تخطت السعة الكلية حاجز 2.6 جيجاوات. قدرت الطاقة المتولدة من الخلايا الشمسية في عام 2012 بحوالي 2.115 جيجاوات.

في ظهيرة 20 مارس 2014، تم تسجيل رقم قياسي جديد في توليد الكهرباء. وفقا لمورد الطاقة إنيكو إنيرجي Eneco Energie، وصل التوليد إلى أكثر من 2 جيجاوات.

## نظرة عامة
| عام                         | الطاقة الشمسية | الطاقة الشمسية | الطاقة الشمسية |
| عام                         | ميجا وات       | جيجا وات ساعة  | المصادر        |
| --------------------------- | -------------- | -------------- | -------------- |
| 2008                        | 71             | n.a            |                |
| 2009                        | 574            | 488            |                |
| 2010                        | 787            | 560            |                |
| 2011                        | 2,051          | 1,170          |                |
| 2012                        | 2,768          | 2,115          |                |
| 2013                        | 2,983          | 2,352          |                |
| 2014                        | 3,105          | 2,768          | [ 7 ]          |
| المصدر: مؤشر الطاقة الشمسية |                |                |                |

توجد أغلب السعة الكهربائية في الإقليم الفلامندي حوالي 88٪، بينما يتواجد الباقي بنسبة 12٪ في إقليم والونيا. أما العاصمة بروكسل فوصل توليد الكهرباء بها إلى 7 ميجاوات في نهاية عام 2011.
إزدادت السعة الكهربائية للطاقة الشمسية بشكل ملحوظ منذ عام 2007. خلال 2009 وصلت الزيادة إلى أربع أضعاف من 16000 إلى 65000. في ديسمبر 2008، كانت هناك 35500 منشأة للطاقة الشمسية في الإقليم الفلامندي، 7000 في بروكسل العاصمة.
في عام 2013، كان متوسط نصيب الفرد من الطاقة الشمسية هو 267 وات. وهو ثالث أعلى متوسط للفرد في الإتحاد الأوروبي بعد ألمانيا (447 وات) وإيطاليا (295 وات). وصل السعة الإجمالية للطاقة الشمسية في بلجيكا 2.983 ميجاوات، لتأتي بلجيكا في المركز العاشر للدول الأكثر إنتاجا للطاقة الشمسية.

نسبة الطاقة الشمسية في توليد الكهرباء في بلجيكا
الطاقة الشمسية باللون الأصفر، طاقة الرياح باللون الأخضر
الطاقة الكهرومائية باللون الأزرق، الطاقة النووية باللون الأحمر
الوقود الحفري باللون البني.

## المحطات
اعتبارا من يوليو 2012، كان هناك 42.644 منشأة للطاقة الشمسية في الإقليم الفلامندي.
يوضح الجدول التالي توليد كل إقليم من الطاقة الشمسية في السنوات القليلة الأخيرة:
| 2006           | 0.762 | 0.468 | 0.801 | 0.722 | 0.881 | 3.6   |
| 2007           | 3.9   | 4.8   | 4.4   | 3.0   | 5.9   | 22.0  |
| 2008           | 19.4  | 22.7  | 17.7  | 11.1  | 18.3  | 89.1  |
| 2009           | 110   | 88    | 149   | 65    | 130   | 542   |
| 2010           | 195   | 157   | 219   | 109   | 216   | 896   |
| 2011           | 386   | 350   | 362   | 194   | 379   | 1,672 |
| منتصف عام 2012 | 426   | 400   | 400   | 218   | 414   | 1,857 |

### الإعانات

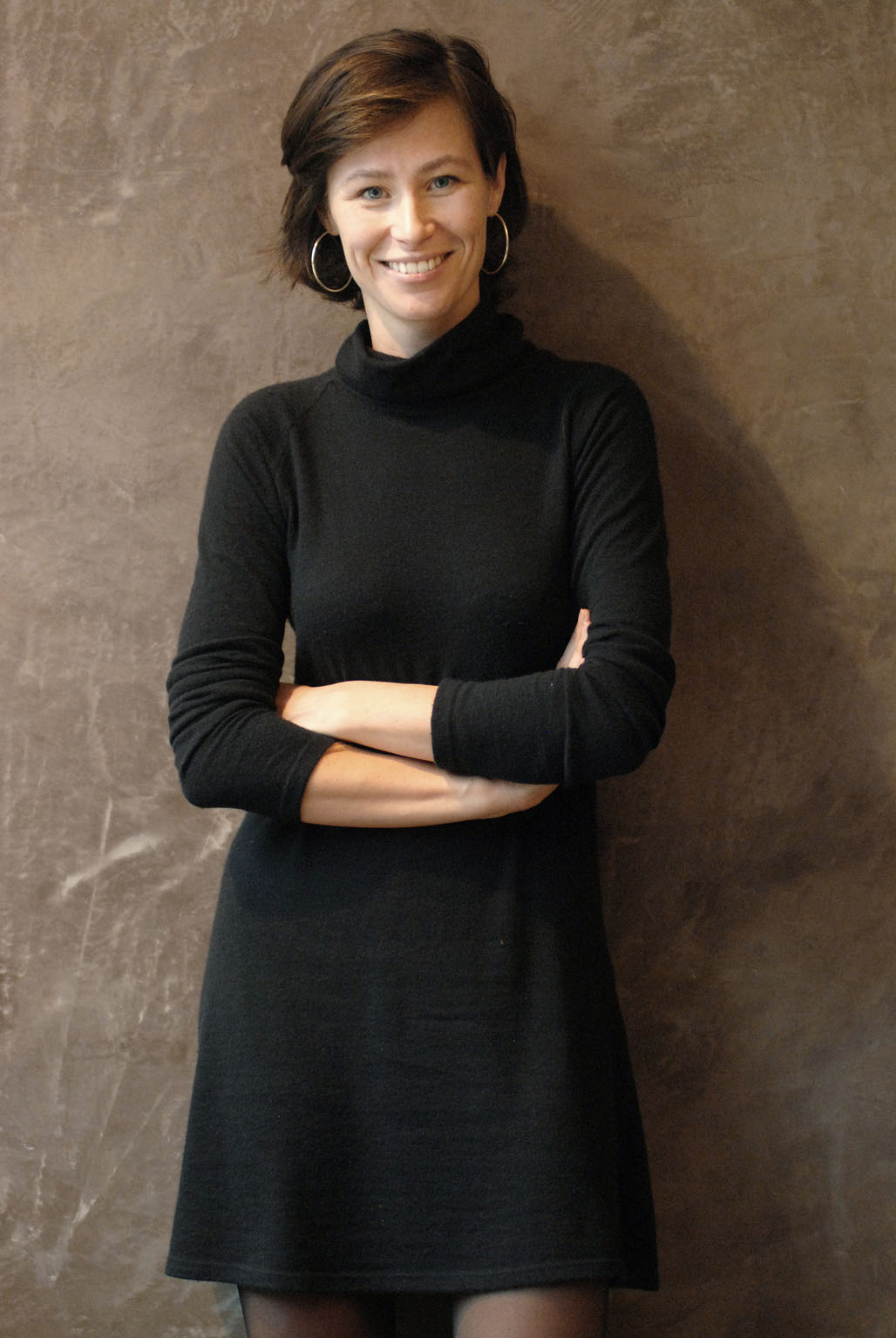
فريا فان دن بوشي

من عام 2011، أصبح من الواضح أن الإعانات الفلمنكية للألواح الشمسية كان لها تأثير كبير على تكلفة الكهرباء في المنازل.تم إضافة 148 يورو كزيادة سنوية.
إعترفت الوزيرة الفلمنكية للطاقة فريا فان دن بوشي أن الإعانات كانت مرتفعة جدا، خاصة بالنسبة للمنشآت الكبيرة حيث أدى ذلك إلى انخفاض سعر الكهرباء المتولدة من المشاريع الصغيرة (الأقل من 1 ميجاوات) فإنخفض سعر الميجاوات من 330 يورو إلى 250 يورو بحلول يناير 2012 مع وجود نية لتوصيل سعر الطاقة المتجددة إلى سعر مقبول أكثر.
أدى هذا إلى زيادة الإستثمار، ومضاعفة عدد المنشآت من 20514 إلى 37355 في عام 2011 مع التخطيط لجعل سعر الميجاوات الواحدة 93 يورو من بداية عام 2013.

### محطات بارزة

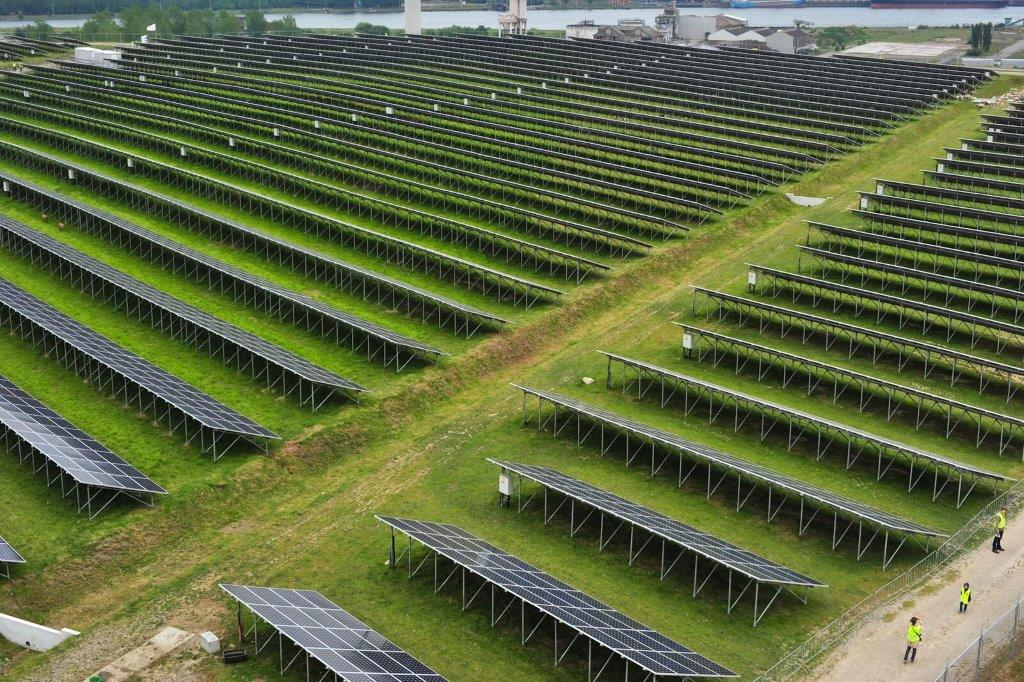
محطة طاقة شمسية في بلجيكا

في أكتوبر 2009، أعلنت مدينة أنتويرب أنهم يريدون تثبيت 2500 متر مربع من الألواح الشمسية على أسطح المباني العامة، والتي من شأنها توليد 265 ميجاوات سنويا.
في عام 2009، وصل عدد الألواح الشمسية على أسطح المنازل في مدينة لوفان إلى 1810 لوح شمسي.
في ديسمبر 2009، أعلنت نات كاتون أنها ستثبت 800000 متر مربع من الطاقة الشمسية في أماكن مختلفة، بما في ذلك أنتويرب. من المتوقع أن تصل نسبة الزيادة في الطاقة الشمسية في الإقليم الفلامندي بمعدل 25٪ ليكون أكبر تثبيت في أوروبا. وصلت الزيادة إلى حوالي 35 جيجاوات سنويا لتصبح التكلفة الإجمالية 166 مليون يورو.

## والونيا
| 2009 | 64  |
| 2011 | 190 |